# Anthaster valvulatus
Anthaster valvulatus is een zeester uit de familie Oreasteridae.
De wetenschappelijke naam van de soort werd in 1843 gepubliceerd door Johannes Peter Müller & Franz Hermann Troschel.